# Saison 2010 de l'équipe cycliste BBox Bouygues Telecom
La saison 2010 de l'équipe cycliste BBox Bouygues Telecom est la onzième saison depuis sa création en 2000, et la sixième avec Bouygues Telecom pour principal sponsor. Elle perd le statut d'équipe ProTour qu'elle avait depuis 2005 et devient une équipe continentale professionnelle. L'équipe BBox Bouygues Telecom termine la saison à la dix-neuvième place du classement mondial, c'est la quatrième équipe continentale professionnelle de ce classement, derrière BMC Racing (10e), Cervélo Test (12e) et Androni Giocattoli-Serramenti PVC Diquigiovanni (17e), à la douzième place de l'UCI Europe Tour, à la deuxième place de l'UCI Africa Tour, à la cinquante-sixième place de l'UCI Asia Tour et à la cinquième place de l'UCI Oceania Tour, et a gagné 20 courses du calendrier international de l'UCI. Elle a participé aux trois grands tours. Anthony Charteau a remporté le classement de la montagne du Tour de France. Thomas Voeckler a remporté le Grand Prix cycliste de Québec et le championnat de France sur route.

## Préparation de la saison 2010

### Arrivées et départs
| Arrivées         | Équipe 2009      |
| ---------------- | ---------------- |
| Freddy Bichot    | Agritubel        |
| Anthony Charteau | Caisse d'Épargne |
| Nicolas Vogondy  | Agritubel        |

| Départs          | Équipe 2010  |
| ---------------- | ------------ |
| Julien Belgy     | Vendée U     |
| Olivier Bonnaire | FDJ          |
| Arnaud Labbe     | Cofidis      |
| Rony Martias     | Saur-Sojasun |
| Evgueni Sokolov  | Moscow       |

## Coureurs et encadrement technique

### Effectif
| Effectif 2010                          | Effectif 2010     | Effectif 2010 | Effectif 2010                    |
| Cycliste                               | Date de naissance | Pays          | Équipe précédente                |
| -------------------------------------- | ----------------- | ------------- | -------------------------------- |
| Yukiya Arashiro                        | 22 septembre 1984 | Japon         | Meitan Hompo-GDR (2008)          |
| Giovanni Bernaudeau                    | 25 août 1983      | France        | Vendée U-Pays de la Loire (2004) |
| Freddy Bichot                          | 9 septembre 1979  | France        | Agritubel (2009)                 |
| William Bonnet                         | 25 juin 1982      | France        | Crédit Agricole (2008)           |
| Franck Bouyer                          | 17 mars 1974      | France        | La Française des jeux (1999)     |
| Steve Chainel                          | 6 septembre 1983  | France        | Auber 93 (2008)                  |
| Anthony Charteau                       | 4 juin 1979       | France        | Caisse d'Épargne (2009)          |
| Mathieu Claude                         | 17 mars 1983      | France        | Vendée U-Pays de la Loire (2004) |
| Pierrick Fédrigo                       | 30 novembre 1978  | France        | Crédit Agricole (2004)           |
| Damien Gaudin                          | 20 août 1986      | France        | Vendée U (2007)                  |
| Cyril Gautier                          | 26 septembre 1987 | France        | Bretagne-Armor Lux (2008)        |
| Yohann Gène                            | 25 juin 1981      | France        | Vendée U-Pays de la Loire (2004) |
| Saïd Haddou                            | 23 novembre 1982  | France        | Auber 93 (2006)                  |
| Vincent Jérôme                         | 26 novembre 1984  | France        | Vendée U-Pays de la Loire (2005) |
| Guillaume Le Floch                     | 16 février 1985   | France        | Bretagne-Armor Lux (2008)        |
| Laurent Lefèvre                        | 2 juillet 1976    | France        | Jean Delatour (2003)             |
| Alexandre Pichot                       | 6 janvier 1983    | France        | Vendée U-Pays de la Loire (2005) |
| Perrig Quéméneur                       | 26 avril 1984     | France        | Vendée U (2007)                  |
| Matthieu Sprick                        | 29 septembre 1981 | France        | Vendée U-Pays de la Loire (2003) |
| Pierre Rolland                         | 10 octobre 1986   | France        | Crédit Agricole (2008)           |
| Yury Trofimov                          | 26 janvier 1984   | Russie        | Moscow Stars (2007)              |
| Johann Tschopp                         | 1 juillet 1982    | Suisse        | Phonak Hearing Systems (2006)    |
| Sébastien Turgot                       | 11 avril 1984     | France        | Vendée U (2007)                  |
| Thomas Voeckler                        | 22 juin 1979      | France        | Vendée U-Pays de la Loire (2000) |
| Nicolas Vogondy                        | 8 août 1977       | France        | Agritubel (2009)                 |
| Tony Hurel (1 août–31 déc., stagiaire) | 1 novembre 1987   | France        | Vendée U (2010)                  |
| Kévin Réza (1 août–31 déc., stagiaire) | 18 mai 1988       | France        | Vendée U (2010)                  |
|                                        |                   |               |                                  |
| Source : ProCyclingStats               |                   |               |                                  |

## Bilan de la saison

### Victoires

#### Sur route
| Date       | Course                                          | Pays     | Classe | Vainqueur        |
| ---------- | ----------------------------------------------- | -------- | ------ | ---------------- |
| 22/01/2010 | 4e étape de la Tropicale Amissa Bongo           | Gabon    | 2.1    | Anthony Charteau |
| 23/01/2010 | 5e étape de la Tropicale Amissa Bongo           | Gabon    | 2.1    | Yohann Gène      |
| 24/01/2010 | Classement général de la Tropicale Amissa Bongo | Gabon    | 2.1    | Anthony Charteau |
| 09/03/2010 | 2e étape de Paris-Nice                          | France   | HIS    | William Bonnet   |
| 27/03/2010 | 1re étape du Critérium international            | France   | 2.HC   | Pierrick Fédrigo |
| 28/03/2010 | Classement général du Critérium international   | France   | 2.HC   | Pierrick Fédrigo |
| 30/03/2010 | 1re étape des Trois Jours de La Panne           | Belgique | 2.HC   | Steve Chainel    |
| 31/03/2010 | 2e étape des Trois Jours de La Panne            | Belgique | 2.HC   | Sébastien Turgot |
| 02/04/2010 | Route Adélie de Vitré                           | France   | 1.1    | Cyril Gautier    |
| 01/05/2010 | Classement général du Tour de Bretagne          | France   | 2.2    | Franck Bouyer    |
| 22/05/2010 | 4e étape du Circuit de Lorraine                 | France   | 2.1    | Pierre Rolland   |
| 29/05/2010 | 20e étape du Tour d'Italie                      | Italie   | HIS    | Johann Tschopp   |
| 10/06/2010 | 4e étape du Critérium du Dauphiné               | France   | PT     | Nicolas Vogondy  |
| 24/06/2010 | Championnat de France du contre-la-montre       | France   | CN     | Nicolas Vogondy  |
| 27/06/2010 | Championnat de France sur route                 | France   | CN     | Thomas Voeckler  |
| 19/07/2010 | 15e étape du Tour de France                     | France   | HIS    | Thomas Voeckler  |
| 20/07/2010 | 16e étape du Tour de France                     | France   | HIS    | Pierrick Fédrigo |
| 10/09/2010 | Grand Prix cycliste de Québec                   | Canada   | PT     | Thomas Voeckler  |

#### En cyclo-cross
| Date       | Course                                                 | Pays       | Classe | Vainqueur     |
| ---------- | ------------------------------------------------------ | ---------- | ------ | ------------- |
| 01/01/2010 | Grand Prix Hotel Threeland, Pétange                    | Luxembourg | C2     | Steve Chainel |
| 24/10/2010 | Grand Prix de la Commune de Contern, Contern           | Luxembourg | C2     | Steve Chainel |
| 31/10/2010 | Challenge la France Cycliste de Cyclo-Cross 1, Saverne | France     | C2     | Steve Chainel |

### Résultats sur les courses majeures
Les tableaux suivants représentent les résultats de l'équipe dans les principales courses du calendrier international dans lesquelles l'équipe bénéficie d'une invitation (quatre des cinq classiques majeures et les trois grands tours). Pour chaque épreuve est indiqué le meilleur coureur de l'équipe, son classement ainsi que les accessits glanés par BBox Bouygues Telecom sur les courses de trois semaines.

#### Classiques
| Classique            | Milan-San Remo       | Tour des Flandres    | Paris-Roubaix        | Liège-Bastogne-Liège  | Tour de Lombardie |
| -------------------- | -------------------- | -------------------- | -------------------- | --------------------- | ----------------- |
| Coureur (classement) | William Bonnet (67e) | William Bonnet (10e) | Mathieu Claude (20e) | Thomas Voeckler (10e) | Non invitée       |

#### Grands tours
| Grand tour           | Tour d'Italie                       | Tour de France                                                                                             | Tour d'Espagne        |
| -------------------- | ----------------------------------- | --- | --------------------- |
| Coureur (classement) | Thomas Voeckler (23e)               | Anthony Charteau (44e)                                                                                     | Matthieu Sprick (54e) |
| Accessits            | 1 victoire d'étape (Johann Tschopp) | 2 victoires d'étapes (Thomas Voeckler et Pierrick Fédrigo) et Grand Prix de la montagne (Anthony Charteau) | -                     |

### Classements UCI

#### Calendrier mondial UCI
L'équipe BBox Bouygues Telecom termine à la dix-neuvième place du Calendrier mondial avec 231 points. Ce total est obtenu par l'addition des points des cinq meilleurs coureurs de l'équipe au classement individuel que sont Thomas Voeckler, 41e avec 121 points, Nicolas Vogondy, 94e avec 46 points, Pierre Rolland, 119e avec 24 points, Johann Tschopp, 127e avec 20 points, et Pierrick Fédrigo, 128e avec 20 points,. Les points de l'équipe ont été acquis lors des 13 épreuves auxquelles BBox Bouygues Telecom a pris part, sur les 26 que comprend le Calendrier mondial.
| Rang | Coureur          | Points |
| ---- | ---------------- | ------ |
| 41   | Thomas Voeckler  | 121    |
| 94   | Nicolas Vogondy  | 46     |
| 119  | Pierre Rolland   | 24     |
| 127  | Johann Tschopp   | 20     |
| 128  | Pierrick Fédrigo | 20     |
| 161  | William Bonnet   | 10     |
| 218  | Yukiya Arashiro  | 4      |
| 243  | Anthony Charteau | 2      |
| 253  | Steve Chainel    | 1      |

#### UCI Africa Tour
L'équipe BBox Bouygues Telecom termine à la deuxième place de l'Africa Tour avec 200 points. Ce total est obtenu par l'addition des points des huit meilleurs coureurs de l'équipe au classement individuel, cependant seuls trois coureurs sont classés,.
| Rang | Coureur             | Points |
| ---- | ------------------- | ------ |
| 6    | Anthony Charteau    | 131    |
| 29   | Yohann Gène         | 47     |
| 61   | Giovanni Bernaudeau | 22     |

#### UCI Asia Tour
L'équipe BBox Bouygues Telecom termine à la cinquante-sixième place de l'Asia Tour avec 7 points. Ce total est obtenu par l'addition des points des huit meilleurs coureurs de l'équipe au classement individuel, cependant seul un coureur est classé,.
| Rang | Coureur        | Points |
| ---- | -------------- | ------ |
| 227  | Johann Tschopp | 7      |

#### UCI Europe Tour
L'équipe BBox Bouygues Telecom termine à la douzième place de l'Europe Tour avec 970 points. Ce total est obtenu par l'addition des points des huit meilleurs coureurs de l'équipe au classement individuel,.
| Rang  | Coureur          | Points |
| ----- | ---------------- | ------ |
| 12    | Pierrick Fédrigo | 324    |
| 75    | Thomas Voeckler  | 163    |
| 100   | Cyril Gautier    | 131    |
| 141   | Pierre Rolland   | 99     |
| 203   | Nicolas Vogondy  | 74     |
| 231   | Steve Chainel    | 65     |
| 241   | Sébastien Turgot | 62     |
| 299   | Yohann Gène      | 52     |
| 310   | Freddy Bichot    | 50     |
| 318   | Franck Bouyer    | 48     |
| 409   | Yukiya Arashiro  | 37     |
| 418   | William Bonnet   | 36     |
| 490   | Saïd Haddou      | 28     |
| 492   | Alexandre Pichot | 28     |
| 561   | Johann Tschopp   | 21     |
| 605   | Matthieu Sprick  | 18     |
| 764   | Yury Trofimov    | 12     |
| 913   | Perrig Quéméneur | 8      |
| 917   | Laurent Lefèvre  | 8      |
| 958   | Anthony Charteau | 7      |
| 1 061 | Damien Gaudin    | 5      |
| 1 064 | Mathieu Claude   | 5      |

#### UCI Oceania Tour
L'équipe BBox Bouygues Telecom termine à la cinquième place de l'Oceania Tour avec 83 points. Ce total est obtenu par l'addition des points des huit meilleurs coureurs de l'équipe au classement individuel, cependant seuls deux coureurs sont classés,.
| Rang | Coureur         | Points |
| ---- | --------------- | ------ |
| 6    | Yukiya Arashiro | 80     |
| 78   | Nicolas Vogondy | 3      |